# Rivalité Djokovic-Federer
|                                                  |  |  |
| Novak Djokovic à gauche, Roger Federer à droite. |  |  |

La rivalité Djokovic-Federer oppose les deux joueurs de tennis professionnels Novak Djokovic et Roger Federer. Ils se sont rencontrés à 50 reprises, ce qui constitue le 2e affrontement le plus joué de l'ère Open derrière Djokovic-Nadal.

## Bilan des confrontations
Sur 50 duels, Djokovic mène 27 victoires à 23. Dans leurs confrontations sur surface rapide, Djokovic mène également 23-19 mais sur terre battue, c'est l'égalité parfaite à 4-4. Sur dur, c'est Djokovic qui mène 20-18 ; il mène en condition en salle 6-5 mais aussi en plein air 14 à 13. Sur l'herbe, Djokovic mène 3-1.
|  | Novak Djokovic | 27 – 23 | Roger Federer |  |

## Liste des rencontres

### Rencontres officielles
| N° | Vainqueur (+ classement) | Vaincu (+ classement) | Lieu | Lieu         | Tournoi | Tournoi                | Date           | Tour     | Score                                 | Surface | Surface      | Durée      | /     | /       |
| N° | Vainqueur (+ classement) | Vaincu (+ classement) | Lieu | Lieu         | Tournoi | Tournoi                | Date           | Tour     | Score                                 | Surface | Surface      | Durée      | Année | Total   |
| -- | ------------------------ | --------------------- | ---- | ------------ | ------- | ---------------------- | -------------- | -------- | ------------------------------------- | ------- | ------------ | ---------- | ----- | ------- |
| 50 | Novak Djokovic no 2      | Roger Federer no 3    |      | Melbourne    |         | G.C Open d'Australie   | janvier 2020   | Demie    | 3 sets : 7-61, 6-4, 6-3               |         | Dur          | 2 h 19 min | 0 / 1 | 23 / 27 |
| 49 | Roger Federer no 3       | Novak Djokovic no 2   |      | Londres      |         | ATP Finals             | novembre 2019  | Poules   | 2 sets : 6-4, 6-3                     |         | Dur(int.)    | 1 h 13 min | 1 / 1 | 23 / 26 |
| 48 | Novak Djokovic no 1      | Roger Federer no 3    |      | Londres      |         | G.C Wimbledon          | juillet 2019   | Finale   | 5 sets : 7-65, 1-6, 7-64, 4-6, 13-123 |         | Gazon        | 4 h 57 min | 0 / 1 | 22 / 26 |
| 47 | Novak Djokovic no 2      | Roger Federer no 3    |      | Paris        |         | Masters de Paris-Bercy | novembre 2018  | Demie    | 3 sets : 7-66, 5-7, 7-63              |         | Dur(int.)    | 3 h 2 min  | 0 / 2 | 22 / 25 |
| 46 | Novak Djokovic no 10     | Roger Federer no 2    |      | Cincinnati   |         | Masters de Cincinnati  | août 2018      | Finale   | 2 sets : 6-4, 6-4                     |         | Dur          | 1 h 23 min | 0 / 1 | 22 / 24 |
| 45 | Novak Djokovic no 1      | Roger Federer no 3    |      | Melbourne    |         | G.C Open d'Australie   | janvier 2016   | Demie    | 4 sets : 6-1, 6-2, 3-6, 6-3           |         | Dur          | 2 h 19 min | 0 / 1 | 22 / 23 |
| 44 | Novak Djokovic no 1      | Roger Federer no 3    |      | Londres      |         | ATP World Tour Finals  | novembre 2015  | Finale   | 2 sets : 6-3, 6-4                     |         | Dur(int.)    | 1 h 20 min | 3 / 5 | 22 / 22 |
| 43 | Roger Federer no 3       | Novak Djokovic no 1   |      | Londres      |         | ATP World Tour Finals  | novembre 2015  | Poules   | 2 sets : 7-5, 6-2                     |         | Dur(int.)    | 1 h 17 min | 3 / 4 | 22 / 21 |
| 42 | Novak Djokovic no 1      | Roger Federer no 2    |      | New York     |         | G.C US Open            | septembre 2015 | Finale   | 4 sets : 6-4, 5-7, 6-4, 6-4           |         | Dur          | 3 h 20 min | 2 / 4 | 21 / 21 |
| 41 | Roger Federer no 3       | Novak Djokovic no 1   |      | Cincinnati   |         | Masters de Cincinnati  | août 2015      | Finale   | 2 sets : 7-61, 6-3                    |         | Dur          | 1 h 30 min | 2 / 3 | 21 / 20 |
| 40 | Novak Djokovic no 1      | Roger Federer no 2    |      | Londres      |         | G.C Wimbledon          | juillet 2015   | Finale   | 4 sets : 7-61, 6-710, 6-4, 6-3        |         | Gazon        | 2 h 55 min | 1 / 3 | 20 / 20 |
| 39 | Novak Djokovic no 1      | Roger Federer no 2    |      | Rome         |         | Masters de Rome        | mai 2015       | Finale   | 2 sets : 6-4, 6-3                     |         | Terre battue | 1 h 15 min | 1 / 2 | 20 / 19 |
| 38 | Novak Djokovic no 1      | Roger Federer no 2    |      | Indian Wells |         | Masters d'Indian Wells | mars 2015      | Finale   | 3 sets : 6-3, 6-75, 6-2               |         | Dur          | 2 h 17 min | 1 / 1 | 20 / 18 |
| 37 | Roger Federer no 2       | Novak Djokovic no 1   |      | Dubaï        |         | Tournoi de Dubaï       | février 2015   | Finale   | 2 sets : 6-3, 7-5                     |         | Dur          | 1 h 23 min | 1 / 0 | 20 / 17 |
| -- | Novak Djokovic no 1      | Roger Federer no 2    |      | Londres      |         | ATP World Tour Finals  | novembre 2014  | Finale   | Forfait                               |         | Dur(int.)    | 0 h 0 min  | 3 / 2 | 19 / 17 |
| 36 | Roger Federer no 3       | Novak Djokovic no 1   |      | Shanghai     |         | Masters de Shanghai    | octobre 2014   | Demie    | 2 sets : 6-4, 6-4                     |         | Dur          | 1 h 35 min | 3 / 2 | 19 / 17 |
| 35 | Novak Djokovic no 2      | Roger Federer no 4    |      | Londres      |         | G.C. Wimbledon         | juillet 2014   | Finale   | 5 sets : 6-77, 6-4, 7-64, 5-7, 6-4    |         | Gazon        | 3 h 56 min | 2 / 2 | 18 / 17 |
| 34 | Roger Federer no 4       | Novak Djokovic no 2   |      | Monte-Carlo  |         | Masters de Monte-Carlo | avril 2014     | Demie    | 2 sets : 7-5, 6-2                     |         | Terre battue | 1 h 15 min | 2 / 1 | 18 / 16 |
| 33 | Novak Djokovic no 2      | Roger Federer no 7    |      | Indian Wells |         | Masters d'Indian Wells | mars 2014      | Finale   | 3 sets : 3-6, 6-3, 7-63               |         | Dur          | 2 h 12 min | 1 / 1 | 17 / 16 |
| 32 | Roger Federer no 7       | Novak Djokovic no 2   |      | Dubaï        |         | Tournoi de Dubaï       | février 2014   | Demie    | 3 sets : 3-6, 6-3, 6-2                |         | Dur          | 1 h 45 min | 1 / 0 | 17 / 15 |
| 31 | Novak Djokovic no 2      | Roger Federer no 6    |      | Londres      |         | ATP World Tour Finals  | novembre 2013  | Poules   | 3 sets : 6-4, 6-72, 6-2               |         | Dur(int.)    | 2 h 22 min | 0 / 2 | 16 / 15 |
| 30 | Novak Djokovic no 2      | Roger Federer no 5    |      | Paris        |         | Masters de Paris-Bercy | octobre 2013   | Demie    | 3 sets : 4-6, 6-3, 6-2                |         | Dur(int.)    | 2 h 0 min  | 0 / 1 | 16 / 14 |
| 29 | Novak Djokovic no 1      | Roger Federer no 2    |      | Londres      |         | ATP World Tour Finals  | novembre 2012  | Finale   | 2 sets : 7-66, 7-5                    |         | Dur(int.)    | 2 h 14 min | 2 / 3 | 16 / 13 |
| 28 | Roger Federer no 1       | Novak Djokovic no 2   |      | Cincinnati   |         | Masters de Cincinnati  | août 2012      | Finale   | 2 sets : 6-0, 7-67                    |         | Dur          | 1 h 20 min | 2 / 2 | 16 / 12 |
| 27 | Roger Federer no 3       | Novak Djokovic no 1   |      | Londres      |         | G.C Wimbledon          | juillet 2012   | Demie    | 4 sets : 6-3, 3-6, 6-4, 6-3           |         | Gazon        | 2 h 19 min | 1 / 2 | 15 / 12 |
| 26 | Novak Djokovic no 1      | Roger Federer no 3    |      | Paris        |         | G.C Roland Garros      | juin 2012      | Demie    | 3 sets : 6-4, 7-5, 6-3                |         | Terre battue | 2 h 5 min  | 0 / 2 | 14 / 12 |
| 25 | Novak Djokovic no 1      | Roger Federer no 3    |      | Rome         |         | Masters de Rome        | mai 2012       | Demie    | 2 sets : 6-2, 7-64                    |         | Terre battue | 1 h 39 min | 0 / 1 | 14 / 11 |
| 24 | Novak Djokovic no 1      | Roger Federer no 3    |      | New York     |         | G.C US Open            | septembre 2011 | Demie    | 5 sets : 6-77, 4-6, 6-3, 6-2, 7-5     |         | Dur          | 3 h 51 min | 1 / 4 | 14 / 10 |
| 23 | Roger Federer no 2       | Novak Djokovic no 2   |      | Paris        |         | G.C Roland Garros      | juin 2011      | Demie    | 4 sets : 7-65, 6-3, 3-6, 7-65         |         | Terre battue | 3 h 39 min | 1 / 3 | 14 / 9  |
| 22 | Novak Djokovic no 3      | Roger Federer no 2    |      | Indian Wells |         | Masters d'Indian Wells | mars 2011      | Demie    | 3 sets : 6-3, 3-6, 6-2                |         | Dur          | 2 h 7 min  | 0 / 3 | 13 / 9  |
| 21 | Novak Djokovic no 3      | Roger Federer no 2    |      | Dubaï        |         | Tournoi de Dubaï       | février 2011   | Finale   | 2 sets : 6-3, 6-3                     |         | Dur          | 1 h 12 min | 0 / 2 | 13 / 8  |
| 20 | Novak Djokovic no 3      | Roger Federer no 2    |      | Melbourne    |         | G.C Open d'Australie   | janvier 2011   | Demie    | 3 sets : 7-63, 7-5, 6-4               |         | Dur          | 3 h 0 min  | 0 / 1 | 13 / 7  |
| 19 | Roger Federer no 2       | Novak Djokovic no 3   |      | Londres      |         | ATP World Tour Finals  | novembre 2010  | Demie    | 2 sets : 6-1, 6-4                     |         | Dur(int.)    | 1 h 21 min | 4 / 1 | 13 / 6  |
| 18 | Roger Federer no 2       | Novak Djokovic no 3   |      | Bâle         |         | Tournoi de Bâle        | octobre 2010   | Finale   | 3 sets : 6-4, 3-6, 6-1                |         | Dur(int.)    | 1 h 55 min | 3 / 1 | 12 / 6  |
| 17 | Roger Federer no 2       | Novak Djokovic no 3   |      | Shanghai     |         | Masters de Shanghai    | octobre 2010   | Demie    | 2 sets : 7-5, 6-4                     |         | Dur          | 1 h 42 min | 2 / 1 | 11 / 6  |
| 16 | Novak Djokovic no 3      | Roger Federer no 2    |      | New York     |         | G.C US Open            | septembre 2010 | Demie    | 5 sets : 5-7, 6-1, 5-7, 6-2, 7-5      |         | Dur          | 3 h 44 min | 1 / 1 | 10 / 6  |
| 15 | Roger Federer no 3       | Novak Djokovic no 2   |      | Montréal     |         | Masters du Canada      | août 2010      | Demie    | 3 sets : 6-1, 3-6, 7-5                |         | Dur          | 2 h 22 min | 1 / 0 | 10 / 5  |
| 14 | Novak Djokovic no 3      | Roger Federer no 1    |      | Bâle         |         | Tournoi de Bâle        | octobre 2009   | Finale   | 3 sets : 6-4, 4-6, 6-2                |         | Dur(int.)    | 2 h 11 min | 2 / 3 | 9 / 5   |
| 13 | Roger Federer no 1       | Novak Djokovic no 3   |      | New York     |         | G.C US Open            | septembre 2009 | Demie    | 3 sets : 7-63, 7-5, 7-5               |         | Dur          | 2 h 34 min | 2 / 2 | 9 / 4   |
| 12 | Roger Federer no 1       | Novak Djokovic no 3   |      | Cincinnati   |         | Masters de Cincinnati  | août 2009      | Finale   | 2 sets : 6-1, 7-5                     |         | Dur          | 2 h 7 min  | 1 / 2 | 8 / 4   |
| 11 | Novak Djokovic no 3      | Roger Federer no 2    |      | Rome         |         | Masters de Rome        | mai 2009       | Demie    | 3 sets : 4-6, 6-3, 6-3                |         | Terre battue | 2 h 11 min | 0 / 2 | 7 / 4   |
| 10 | Novak Djokovic no 3      | Roger Federer no 2    |      | Miami        |         | Masters de Miami       | avril 2009     | Demie    | 3 sets : 3-6, 6-2, 6-3                |         | Dur          | 1 h 46 min | 0 / 1 | 7 / 3   |
| 9  | Roger Federer no 2       | Novak Djokovic no 3   |      | New York     |         | G.C US Open            | septembre 2008 | Demie    | 4 sets : 6-3, 5-7, 7-5, 6-2           |         | Dur          | 2 h 44 min | 2 / 1 | 7 / 2   |
| 8  | Roger Federer no 1       | Novak Djokovic no 3   |      | Monte-Carlo  |         | Masters de Monte-Carlo | avril 2008     | Demie    | 2 sets : 6-3, 3-2 ab.                 |         | Terre battue | 1 h 12 min | 1 / 1 | 6 / 2   |
| 7  | Novak Djokovic no 3      | Roger Federer no 1    |      | Melbourne    |         | G.C Open d'Australie   | janvier 2008   | Demie    | 3 sets : 7-5, 6-3, 7-65               |         | Dur          | 2 h 26 min | 0 / 1 | 5 / 2   |
| 6  | Roger Federer no 1       | Novak Djokovic no 3   |      | New York     |         | G.C US Open            | Septembre 2007 | Finale   | 3 sets : 7-64, 7-62, 6-4              |         | Dur          | 2 h 13 min | 3 / 1 | 5 / 1   |
| 5  | Novak Djokovic no 3      | Roger Federer no 1    |      | Montréal     |         | Masters du Canada      | août 2007      | Finale   | 3 sets : 7-62, 2-6, 7-62              |         | Dur          | 2 h 16 min | 2 / 1 | 4 / 1   |
| 4  | Roger Federer no 1       | Novak Djokovic no 14  |      | Dubaï        |         | Dubaï 2007             | février 2007   | Quart    | 3 sets 6-3, 6-73, 6-3                 |         | Dur          | 2 h 3 min  | 2 / 0 | 4 / 0   |
| 3  | Roger Federer no 1       | Noval Djokovic no 14  |      | Melbourne    |         | G.C Open d'Australie   | janvier 2007   | 1/8      | 3 sets : 6-2, 7-5, 6-3                |         | Dur          | 1 h 50 min | 1 / 0 | 3 / 0   |
| 2  | Roger Federer no 1       | Novak Djokovic no 21  |      | Genève       |         | Coupe Davis            | septembre 2006 | Play-off | 3 sets : 6-3, 6-2, 6-3                |         | Dur(int.)    | 1 h 58 min | 2 / 0 | 2 / 0   |
| 1  | Roger Federer no 1       | Novak Djokovic no 65  |      | Monte-Carlo  |         | Masters de Monte-Carlo | avril 2006     | 2e tour  | 3 sets : 6-3, 2-6, 6-3                |         | Terre battue | 1 h 49 min | 1 / 0 | 1 / 0   |

### Rencontres non officielles
| N° | Vainqueur (+ classement) | Vaincu (+ classement) | Drap. | Lieu      | Tournoi                            | Date          | Tour       | Score             | Surface | /     | /     |
| N° | Vainqueur (+ classement) | Vaincu (+ classement) | Drap. | Lieu      | Tournoi                            | Date          | Tour       | Score             | Surface | Année | Total |
| 1  | Novak Djokovic no 1      | Roger Federer no 3    |       | Abu Dhabi | Mubadala World Tennis Championship | décembre 2012 | Exhibition | 2 sets : 6-2, 6-1 | Dur     | 0 / 1 | 0/ 1  |
| 2  | Roger Federer no 2       | Novak Djokovic no 1   |       | New Delhi | IPTL 2014                          | novembre 2014 | Exhibition | 1 set : 6-5 5     | Dur     | 1/ 0  | 1 / 1 |

Légende
| Grand Chelem          |
| Masters 1000          |
| 500 Series            |
| 250 Series            |
| ATP World Tour Finals |

## Tableau comparatif
Mis à jour le 18 février 2020.
| Confrontation                                  | Novak Djokovic | Roger Federer | Total |
| ---------------------------------------------- | -------------- | ------------- | ----- |
| Au total                                       | 27             | 23            | 50    |
| Sur terre battue                               | 4              | 4             | 8     |
| Surface rapide (Dur/Gazon/Moquette)            | 23             | 19            | 42    |
| Sur dur                                        | 20             | 18            | 38    |
| dur en plein air                               | 14             | 13            | 27    |
| dur en salle                                   | 6              | 5             | 11    |
| Sur gazon                                      | 3              | 1             | 4     |
| Sur moquette                                   | 0              | 0             | 0     |
| en plein air                                   | 21             | 18            | 39    |
| en salle                                       | 6              | 5             | 11    |
| Grand Chelem                                   | 11             | 6             | 17    |
| Masters                                        | 3              | 3             | 6     |
| Masters 1000                                   | 11             | 9             | 20    |
| 500 series                                     | 2              | 4             | 6     |
| 250 series                                     | 0              | 0             | 0     |
| Jeux olympiques                                | 0              | 0             | 0     |
| Coupe Davis                                    | 0              | 1             | 1     |
| Finale de Grand Chelem                         | 4              | 1             | 5     |
| Finale de Masters                              | 2              | 0             | 2     |
| Finale de Masters 1000                         | 5              | 3             | 8     |
| Finale                                         | 13             | 6             | 19    |
| Match en 2 sets gagnants                       | 16             | 16            | 32    |
| Match en 3 sets gagnants                       | 11             | 7             | 18    |
| Victoire en 5 sets                             | 4              | 0             | 4     |
| Victoire 3 sets à 0                            | 4              | 4             | 8     |
| Victoire 2 sets à 0                            | 6              | 11            | 17    |
| Remontée de 1 set à 0 (match en 3 sets)        | 4              | 1             | 5     |
| Remontée de 2 sets à 0 (match en 5 sets)       | 1              | 0             | 1     |
| Victoire en sauvant des balles de match*       | 3              | 0             | 3     |
| Maximum de victoires d'affilée                 | 5              | 4             | -     |
| Maximum de victoires d'affilée en Grand Chelem | 6              | 2             | -     |
| Tie-break remportés                            | 16             | 12            | 28    |
| 6-0 remporté                                   | 0              | 1             | 1     |
| Exhibition                                     | 1              | 1             | 2     |
| 2006                                           | 0              | 2             | 2     |
| 2007                                           | 1              | 3             | 4     |
| 2008                                           | 1              | 2             | 3     |
| 2009                                           | 3              | 2             | 5     |
| 2010                                           | 1              | 4             | 5     |
| 2011                                           | 4              | 1             | 5     |
| 2012                                           | 3              | 2             | 5     |
| 2013                                           | 2              | 0             | 2     |
| 2014                                           | 2              | 3             | 5     |
| 2015                                           | 5              | 3             | 8     |
| 2016                                           | 1              | 0             | 1     |
| 2018                                           | 2              | 0             | 2     |
| 2019                                           | 1              | 1             | 2     |
| 2020                                           | 1              | 0             | 1     |
| en Serbie                                      | 0              | 0             | 0     |
| en Suisse                                      | 1              | 2             | 3     |

## Historique

### 2006
L'année 2006 voit l'éclosion du jeune Serbe de 18 ans qui intègre le top 100 (il finit 16e en fin d'année) et remporte ses premiers tournois ATP. Pour le Suisse, c'est une année dans la continuité de 2004 et 2005, à savoir une domination totale sur le circuit ATP.
Les deux hommes se rencontrent à deux reprises pour deux victoires suisses.

#### 01:Masters de Monte-Carlo 2006
Le premier match a lieu à Monte-Carlo, au premier tour, et le Suisse remporte la rencontre en 3 sets : 6-3, 2-6, 6-3. Il perdra par la suite en finale du tournoi contre son jeune rival, l'Espagnol Rafael Nadal.

#### 02:Coupe Davis 2006
Le deuxième match a lieu en barrages de Coupe Davis en Suisse. Federer bat facilement le Serbe en 3 sets : 6-3, 6-2, 6-3.

### 2007
L'année 2007 voit Djokovic devenir un top player du circuit, tandis que l'hégémonie de Federer commence à être contestée par l'arrivée d'une nouvelle jeunesse composée de Rafael Nadal (depuis 2004), Novak Djokovic et Andy Murray. Djokovic finit notamment 3e mondial en 2007.
Les deux protagonistes se rencontrent 4 fois pour 3 victoires suisses.

#### 03:Open d'Australie 2007
La première confrontation de l'année 2007 a lieu en Australie en huitième de finale. Il s'agit de leur première opposition dans un tournoi du Grand Chelem. Le jeune Serbe ne met jamais le Suisse en danger mais réussit à jouer à jeu égal durant quelques jeux. Le Suisse s'impose finalement en 3 sets : 6-2, 7-5, 6-3. 
Il remportera par la suite le titre, son troisième en Australie.
Federer mène à ce moment 3 à 0 dans leurs confrontations, dont 1 à 0 en Grand Chelem.

#### 04:Open de Dubaï 2007
La deuxième rencontre a lieu à Dubaï en quarts. Le Serbe arrive à accrocher le Suisse mais finit par perdre tout de même en 3 sets : 6-3, 63-7, 6-3. C'est la quatrième victoire consécutive de Federer contre Djokovic. Le Suisse remportera le tournoi par la suite, son quatrième aux Emirats.

#### 05:Masters du Canada 2007
La troisième manche se déroule en finale du Masters du Canada. Le Serbe réussit à battre Andy Roddick et Rafael Nadal pour arriver en finale contre Federer qu'il bat dans un match très accroché : 7-62, 2-6, 7-62. Bien que le Suisse ait remporté plus de points sur l'ensemble du match (100 contre 98), et ait réussi plus de breaks (5 contre 3), il n'a remporté que 42 % des points joués derrière sa seconde balle, ce qui préfigure de certains de leurs affrontements ultérieurs.
C'est la première victoire du Serbe contre le Suisse (4/1 pour Federer au total) et son deuxième titre en Masters 1000, après le Masters de Miami quelques mois plus tôt.

#### 06:US Open 2007
La dernière manche se joue en finale de l'US Open, leur première opposition dans le tournoi new-yorkais. Djokovic atteint sa première finale de Grand Chelem à peine âgé de 20 ans. Il réussit à accrocher Federer, mais sans expérience en finale de Grand Chelem, il commet des fautes dans les moments clés et perd le match en 3 sets : 7-64, 7-62, 6-4. 
Le Suisse remporte ainsi son quatrième US Open, son douzième titre en Grand Chelem.
5-1 donc dans le face à face entre les deux hommes, dont 2 à 0 pour Federer en Grand Chelem (1/0 en Australie, 1/0 à l'US Open).

### 2008
Durant l'année 2008, Novak Djokovic empoche son premier tournoi du Grand Chelem tandis que Roger Federer se voit destituer de sa place de numéro 1 mondial au profit du jeune Espagnol Rafael Nadal. Le Serbe et le Suisse gagnent un titre de Grand Chelem chacun, l'Espagnol s'en adjugeant deux.
Les deux hommes se jouent 3 fois pour 2 victoires suisses.

#### 07:Open d'Australie 2008
Le premier duel a lieu à l'Open d'Australie encore une fois, en demi-finale. Le Serbe bat un Suisse atteint d'une mononucléose en trois petits sets : 7-5, 6-3, 7-65 et accède en finale de l'Open d'Australie. 
Il gagnera cette finale contre le Français Jo-Wilfried Tsonga, et remporte ainsi son premier trophée en Grand Chelem.
Le Serbe est alors mené 5 à 2 dans ses confrontation face au Suisse. Il remporte sa première victoire contre lui en Grand Chelem, il y a donc 2/1 en faveur du Suisse dans les tournois majeurs (1/1 à Melbourne, 1/0 à New York).

#### 08:Masters de Monte-Carlo 2008
Par la suite ils se rencontrent à Monte-Carlo, en demi-finale. Le Serbe est contraint à l'abandon au deuxième set sur le score de 6-3, 3-2.
Le Suisse perdra ensuite en finale contre Rafael Nadal, pour la troisième fois d'affilée sur la terre ocre monégasque. 

#### 09:US Open 2008
Enfin, les deux hommes se retrouvent pour la deuxième année consécutive à l'US Open, en demi-finale cette fois-ci, avec une victoire en 4 sets de Federer : 6-3, 5-7, 7-5, 6-2. 
Le Suisse remportera par la suite le tournoi contre Andy Murray, son treizième titre en Grand Chelem, le cinquième (à la suite, de surcroît) à New York.
7/2 pour Federer dans ses face à face contre le Serbe à ce moment-là, dont 3 à 1 en Grand Chelem. (1/1 à l'Open d'Australie, 2/0 à l'US Open).

### 2009
L'année 2009 est une année décevante pour le Serbe qui n'arrive pas à confirmer dans les grands rendez-vous. En Grand Chelem, il n'atteint qu'une fois la demi-finale à l'US Open et remporte un seul Masters 1000 en fin d'année. Pour sa part, Roger Federer refait une année exceptionnelle, atteignant la finale des 4 tournois du Grand Chelem, en gagnant deux. Il retrouve en la place de numéro 1 mondial en fin d'année, pour la cinquième fois de sa carrière.
Les deux hommes se rencontrent à cinq reprises. Le Serbe l'emportera trois fois (Miami, Rome, Bâle) et terminera donc pour la première fois une année en dominant le face à face contre le Suisse pendant la saison.

#### 10:Masters de Miami 2009
Le premier rendez vous a lieu à Miami, un tournoi qui réussit au Serbe mais peu souvent au Suisse. Djokovic l'emporte en 3 sets : 3-6, 6-3,6-2, en demi-finale. 
Il perdra cependant en finale contre Andy Murray.

#### 11:Masters de Rome 2009
Le second a lieu à Rome, en demi-finale. Encore une fois, le Serbe l'emporte en 3 sets : 4-6, 6-3. 6-3. C'est la première fois que le Serbe réussit à battre deux fois de suite le Suisse. 
Il s'inclinera néanmoins en finale contre Rafael Nadal.

#### 12:Masters de Cincinnati 2009
Ils se retrouvent ensuite en finale à Cincinnati. Roger Federer ne fait qu'une bouchée du Serbe en 2 sets : 6-1, 7-5. Il s'agit de son troisième titre dans l'Ohio, et de son 16e Masters 1000.

#### 13:US Open 2009
Les deux hommes se retrouvent pour la troisième année consécutive à l'US Open, en demi-finale. Pour la troisième fois consécutive, le Suisse l'emporte. Cette fois-ci en 3 sets : 7-63, 7-5, 7-5. 
Cependant, le Suisse perdra en finale contre l'Argentin Juan Martín del Potro, ce dernier mettant fin à sa série de cinq victoires consécutives du Bâlois dans ce tournoi du Grand Chelem.
Federer mène 9 à 4 dans ses face à face avec Djokovic, dont 4 victoires à 1 en Grand Chelem (1/1 à l'Open d'Australie, 3/0 à l'US Open).

#### 14:Open de Bâle 2009
Enfin, ils se retrouvent en finale à Bâle où Federer est triple tenant du titre. Pour la première fois dans un tournoi ATP 500, c'est le Serbe qui l'emporte : 6-4, 4-6, 6-2.

### 2010
L'année 2010 continue à être décevante pour le Serbe, bien qu'il ait retrouvé une certaine régularité en Grand Chelem, il n'atteint aucune finale de Masters 1000 et ne finit l'année qu'avec deux titres de catégories ATP 500 et la Coupe Davis. Pour Federer c'est une année moins bonne qu'en 2009 bien qu'il gagne pour la 4e fois l'Open d'Australie. Il finit l'année numéro 2 mondial derrière l'inévitable Rafael Nadal.
Le Serbe et le Suisse se rencontrent à 5 reprises pour 4 victoires helvètes. La seule défaite du Suisse aura lieu en demi-finale de l'US Open, malgré deux balles de match en sa faveur en fin de partie.

#### 15:Masters du Canada 2010
Ils se rencontrent pour la première fois en août en demi-finale du Masters du Canada. Victoire suisse dans un match décousu : 6-1, 3-6, 7-5. 
Federer perdra cependant en finale contre Andy Murray, en deux sets.

#### 16:US Open 2010
Ils se rencontrent à nouveau à l'US Open pour la quatrième année consécutive, encore une fois en demi-finale. Le match est de qualité entre les deux hommes. Djokovic réussit à sauver 2 balles de match dans le cinquième set et finit par s'imposer : 5-7, 6-1, 5-7, 6-2, 7-5. 
Si le Serbe s'incline en finale contre Rafael Nadal, ce match contre Federer en demi-finale, sa première victoire à l'US Open et en cinq sets contre le Suisse, constituera sans doute un déclic.
Le Serbe est alors mené 10 à 6 face au Suisse, 2 à 4 en Grand Chelem (1/1 à l'Open d'Australie, 1/3 à l'US Open).

#### 17:Masters de Shanghai 2010
Le match suivant a lieu à Shanghai en demi-finale. Le Suisse s'impose en 2 sets : 7-5, 6-4. 
Il s'inclinera cependant en finale par la suite contre Andy Murray, en deux sets secs.

#### 18:Open de Bâle 2010
Ils se retrouvent ensuite encore en finale du tournoi de Bâle. Cette fois-ci, c'est le Suisse qui s'impose (6-4, 3-6, 6-1) prenant sa revanche par rapport à l'édition précédente et remportant son quatrième titre à domicile.

#### 19:ATP World Tour Finals 2010
La dernière confrontation a lieu en demi-finale de l'ATP World Tour Finals où le Suisse s'impose très facilement : 6-1, 6-4. Federer n'avait plus battu Djokovic trois fois de suite depuis leurs toutes premières confrontations.
Il remportera ensuite la finale contre Rafael Nadal, en trois sets; s'adjugeant son cinquième titre en Masters de fin d'année.
À ce moment-là, le Suisse mène 13 à 6 dans son face à face avec le Serbe. Ce sera le plus grand écart en faveur du Suisse dans l'historique de leurs rencontres.

### 2011
L'année 2011 est l'année de la révélation pour le Serbe qui remporte 3 tournois du Grand Chelem, termine numéro 1 mondial (devant Nadal), et effectue une des plus grandes saisons de l'ère Open. Federer, quant à lui, vit sa première année sans le moindre titre du Grand Chelem depuis 2003. Il termine hors du top 2 mondial pour la première fois depuis 2002.
Les deux joueurs se rencontrent encore à 5 reprises, le Serbe l'emporte 4 fois.

#### 20:Open d'Australie 2011
La première rencontre a lieu à l'Open d'Australie en demi-finale. Le Serbe ne laisse aucune chance au Suisse, produisant un tennis de haute qualité durant trois sets : 7-63, 7-5, 6-4. C'est la deuxième fois qu'il bat Federer à Melbourne, la deuxième fois en trois sets. À ce moment, il mène 2 à 1 dans ses confrontations avec le Suisse en Australie. Cependant, Federer mène toujours dans leurs face à face en Grand Chelem : 4/3 (2/1 pour Djokovic en Australie, 3/1 pour Federer à l'US Open, aucune rencontre à Roland-Garros et Wimbledon).
À la suite de ce match, le Serbe remporte la finale contre Andy Murray en trois sets secs. Il s'agit de son deuxième titre en Australie, aussi son deuxième titre du Grand Chelem.

#### 21:Open de Dubaï 2011
La deuxième confrontation a lieu à Dubaï en finale. Encore une fois, le Serbe ne laisse aucune chance au Suisse, pliant l'affaire en seulement 1 h 12 sur le score de 6-3, 6-3. Il s'agit de son troisième titre dans les Emirats.

#### 22:Masters d'Indian Wells 2011
La troisième confrontation a lieu à Indian Wells, en demi-finale. le Serbe remporte le match en 3 sets décousus : 6-3, 3-6, 6-2. C'est la première fois que le Serbe bat le Suisse trois fois de suite. Il battra par la suite Rafael Nadal en finale, s'adjugeant son deuxième Masters en Californie, et son sixième Masters 1000 au total.

#### 23:Roland-Garros 2011
La quatrième rencontre se déroule encore une fois en demi-finale, à Roland-Garros. Le Serbe arrive invaincu depuis le début de la saison. Roger Federer réussit l'exploit de battre le Serbe en 4 sets (7-65, 6-3, 3-6, 7-65), dans un match d'anthologie, souvent décrit comme le plus abouti du Suisse à Roland-Garros et un des plus beaux matchs de l'histoire du tennis. La performance du Suisse est particulièrement impressionnante, comme l'attestent les statistiques : il remporte bien plus de points (162 contre 147) malgré un pourcentage famélique de balles de break converties (4 sur 25, contre 4 sur 13 pour le Serbe). Ce match est historique puisque le Suisse empêche le Serbe d'empocher sa 42e victoire consécutive, et donc d'égaler le record de John McEnroe. 
Federer mène alors 14/9 dans ses confrontations avec Djokovic, dont 5/3 en Grand Chelem (1/2 à Melbourne, 1/0 à Paris, 3/1 à New-York). Il s'agira de sa seule victoire de l'année contre le Serbe, preuve de la supériorité de ce dernier en 2011.
Le Suisse perdra cependant en finale de cette édition du tournoi parisien contre Rafael Nadal, sa quatrième défaite à ce stade là de la compétition contre le roi espagnol de l'ocre parisien.

#### 24:US Open 2011
Le dernier match a encore lieu en demi-finale, cette fois-ci lors de l'US Open. C'est la cinquième fois de suite que les deux joueurs se rencontrent à l'US Open, ce qui constitue un record pour des joueurs dans le même Grand Chelem. Il s'agit à nouveau d'un des matchs les plus beaux de l'année 2011. 
Mené 2 sets à 0 par le Suisse, Novak Djokovic parvient à décrocher un cinquième set. Le Suisse mène 5-3, il a la possibilité de remporter le match avec deux balles de match, à 40-15. Il sert une très bonne première que le Serbe retourne de façon stratosphérique. Le public est abasourdi, le Suisse aussi qui enchaîne fautes directes et double fautes pour rendre le break au Serbe qui finit par emporter ce match d'anthologie : 6-77, 4-6, 6-3, 6-2, 7-5. C'est la deuxième fois de sa carrière que Federer perd un match de Grand Chelem en ayant mené deux manches à zéro (la première fois contre Jo-Wilfried Tsonga, en quarts de finale de Wimbledon la même année). 
Federer ne mène alors plus que 5 à 4 contre le Serbe en Grand Chelem (1/2 à Melbourne, 1/0 à Paris, 3/2 à New-York), 14/10 au total.
Quant à Djokovic, il s'imposera par la suite en finale contre Nadal en quatre sets, gagnant le troisième Grand Chelem de son année fabuleuse, le quatrième de sa carrière.

### 2012
L'année 2012 est une année charnière pour les deux hommes. Pour Federer, l'objectif est la quête d'un Grand Chelem après une année 2011 sans titre dans l'un des quatre Majeurs; il remplira sa mission à Wimbledon. Quant à Djokovic, il doit confirmer l'année 2011 qui l'a vu éclore et terminer numéro 1 mondial, ce qu'il fera en remportant l'Open d'Australie et le Masters, et finissant pour la deuxième fois l'année numéro 1 mondial.
Ils se rencontrent à 5 reprises, le Serbe l'emporte par 3 fois.

#### 25:Masters de Rome 2012
La première confrontation a lieu à Rome en demi-finale. Le Serbe est en quête d'un Grand Chelem sur deux ans, il impose donc un gros niveau sur terre battue afin de préparer Roland-Garros. Il bat Roger Federer facilement en 2 sets : 6-2, 7-64 en demi-finale mais s'incline contre Rafael Nadal en finale.

#### 26:Roland-Garros 2012
Puis lors d'une seconde rencontre sur terre battue à Roland-Garros en demi-finale, il gagne la revanche de la demi-finale de 2011 en battant facilement le Suisse en 3 sets : 6-4, 7-5, 6-3. C'est la deuxième fois que le Serbe bat le Suisse trois fois de suite. Il revient à 12/14 dans ses confrontations avec le Suisse et égalise à 5 à 5 en Grand Chelem (2/1 à Melbourne, 1/1 à Paris, 2/3 à New-York).
Djokovic échouera cependant contre Rafael Nadal en finale, s'inclinant en quatre sets. Il ne réalise alors pas le Grand Chelem sur deux ans et devra toujours patienter avant de triompher sur la terre battue parisienne.

#### 27:Wimbledon 2012
La 3e rencontre a lieu à Wimbledon, encore une fois en demi-finale. C'est leur première confrontation dans le tournoi londonien, le seul Grand Chelem qui ne les avait pas encore vu s'opposer.
Cette fois-ci, c'est le Suisse, dans son jardin, qui bat facilement le Serbe en 4 sets : 6-3, 3-6, 6-4, 6-3, grâce à un match parfaitement maîtrisé. 
Il reprend ainsi l'avantage dans ses matchs en Grand Chelem contre Djokovic, menant 6 à 5 (1/2 à Melbourne, 1/1 à Paris, 1/0 à Londres, 3/2 à New-York). 15/12 pour le Suisse au total.
Il s'adjuge par la suite la victoire en finale contre Andy Murray. Il s'agit de son dix-septième titre en Grand Chelem et sixième à Wimbledon. Cette victoire lui permet de récupérer la place de numéro 1 mondial à Novak Djokovic la semaine suivante.

#### 28:Masters de Cincinnati 2012
Le 4e duel a lieu en finale de Cincinnati, Masters 1000 qui résiste à Novak Djokovic qui n'a toujours pas glané le moindre titre ici et qui convient parfaitement au Suisse. La rencontre tourne à la démonstration, Roger Federer se permettant même de mettre une bulle au Serbe. Score final : 6-0, 7-67. 
C'est le 21e Masters 1000 de la carrière du Suisse, le cinquième à Cincinnati.

#### 29:ATP World Tour Finals 2012
La dernière rencontre a lieu en finale de l'ATP World Tour Finals entre le numéro 1 et le numéro 2. C'est leur premier affrontement en finale du Masters. Les deux protagonistes offrent un très beau match, qui se joue à des détails. Novak Djokovic l'emporte en 2 sets : 7-66, 7-5 et glane ainsi son second trophée dans ce tournoi. 
Il finit par ailleurs l'année numéro 1 mondial pour la deuxième fois de sa carrière.

### 2013
L'année 2013 est une année assez compliquée pour Roger Federer, entre blessures et déception et ce n'est qu'en fin d'année lors de la tournée en salle qu'il retrouve un bon niveau de jeu. C'est d'ailleurs durant cette période qu'il rencontre Novak Djokovic à deux reprises. Deux matchs que le Serbe gagne.
Djokovic terminera l'année à la deuxième place ATP, derrière Rafael Nadal, alors que Federer, absent de toutes les finales de Grand chelem cette année-là (une première depuis 2002), finira l'année à la sixième place mondiale, son pire classement depuis la saison 2002 (sixième aussi).

#### 30:Paris-Bercy 2013
La première rencontre a lieu à Paris-Bercy, en demi-finale, les deux joueurs offrent un beau spectacle avec une victoire logique du Serbe, 4-6, 6-3, 6-2. Il remporte ensuite la finale contre David Ferrer, ce qui constitue son seizième titre en Masters 1000 et son deuxième dans l'enceinte parisienne.

#### 31:ATP World Tour Finals 2013
La deuxième rencontre a lieu à l'ATP World Tour Finals, durant les poules, on assiste là encore à un beau spectacle et une victoire au physique du Serbe, 6-4, 62-7, 6-2. C'est la troisième série de trois victoires d'affilée du Serbe contre le Suisse dans leurs confrontations.
Djokovic remportera le trophée contre Rafael Nadal en deux sets en finale, sa troisième victoire dans la compétition. Il terminera cependant l'année au rang de numéro 2 mondial, derrière le Majorquin.

### 2014
L'année 2014 a vu les deux joueurs s'affronter 5 fois, avec 3 victoires pour le Suisse (ne rentre pas en compte le forfait de Federer durant la finale de l'ATP World Tour Finals étant donné que le match n'a pas eu lieu).
L'année 2014 est une année où nombreux sont ceux qui s'interrogent sur le niveau de Roger Federer après une année 2013 très décevante, les spéculations vont bon train quant à une fin de carrière proche. Bien qu'il ait donné des signes encourageants durant la tournée en salle de 2013 et atteint une demi-finale à l'Open d'Australie en ce début d'année 2014 (perdue contre Nadal), les spécialistes attendent toujours avant de se prononcer.
Finalement, Djokovic terminera l'année numéro 1 mondial pour la troisième fois de sa carrière et Federer sera son dauphin. Des deux, seul le Serbe remportera un Grand Chelem, à Wimbledon, contre le Suisse.

#### 32:Open de Dubaï 2014
La première confrontation entre Djokovic et Federer va donner un début de réponse concernant la forme retrouvée du Suisse. En demi-finale à Dubaï, les deux protagonistes jouent leur meilleur tennis et offrent un spectacle grandiose. Federer s'impose en 3 sets : 3-6, 6-3, 6-2 et donne l'impression qu'il est de retour au plus haut niveau. Il s'adjuge par la suite son sixième tournoi aux Emirats en dominant Tomáš Berdych en finale.

#### 33:Masters d'Indian Wells 2014
Ils se rencontrent quelques semaines plus tard, en finale du premier Masters 1000 de la saison à Indian Wells. La qualité du jeu n'est pas de haut niveau, avec un Djokovic en doute. Sa chute à l'Open d'Australie et le fait de n'avoir toujours remporté aucun titre depuis le début de saison rendent le Serbe nerveux. Il finit tout de même par s'imposer dans un match en 3 sets : 3-6, 6-3, 7-63, remportant son 17e Masters 1000, le troisième en Californie.

#### 34:Masters de Monte-Carlo 2014
La 3e confrontation a lieu à Monte-Carlo, en demi-finale. Djokovic, qui est blessé au poignet, tente de rivaliser mais ne tient que le temps d'un set avant de s'écrouler en 2 sets : 7-5, 6-2.
Federer se qualifie alors pour la finale, sa quatrième en Principauté, mais perd contre son compatriote Stanislas Wawrinka, ratant ainsi l'occasion de s'adjuger un des deux seuls Masters 1000 (avec Rome) qu'il n'a jamais gagné.

#### 35:Wimbledon 2014
La 4e confrontation de 2014 a lieu durant la finale de Wimbledon. Il s'agit de la première finale de Grand Chelem entre les deux joueurs depuis la finale de l'US Open 2007. Ce match est désigné comme étant le plus beau match de l'année 2014, et a donné lieu à un combat épique de près de 4h de jeu. 
Ce match a en effet connu de nombreux rebondissements. Djokovic a d'abord eu deux balles de set dans le premier set avant de s'incliner au tie-break. Il réalisa néanmoins le premier break du match dans le deuxième set pour s'imposer 6-4. Malgré deux nouvelles occasions manquées dans le troisième set, le Serbe s'imposa cette fois dans le jeu décisif pour prendre les rênes pour la première fois du match. Il est notable que jamais le Suisse ne s'est imposé en finale de Grand Chelem en étant mené deux manches à une, le scénario devenant d'autant plus défavorable pour le Suisse, mené 5-2 dans le 4e set. Cependant, le Suisse, qui n'avait alors pas encore pris le service du Serbe depuis le début du match parvint à le faire trois fois dans cette quatrième manche, en empilant cinq jeux de suite et en sauvant une première balle de match à 5-4, lui permettant en conséquence de chercher un 5e set. Néanmoins, l'élan du Bâlois fut brisé lorsque Djokovic, faisant preuve d'un mental d'acier, réalisa à 5-4 (en faveur du Serbe) le seul break de la cinquième manche, afin de s'imposer donc 6-77, 6-4, 7-64, 5-7, 6-4.
Sur le plan statistique, le Serbe n'a au total remporté que six points de plus que le Suisse (186 contre 180). En termes de pourcentage au service, le Suisse a passé 69 % de premières balles (contre 62 % pour le Serbe), et a réalisé 29 aces (13 pour Djokovic). Si les deux joueurs ont tous les deux fait preuve d'une grande réussite sur les points au premier service (77 % de réussite pour Federer, 73 % pour Djokovic), la différence s'est faite sur les qualités de contreur du Serbe. En effet, alors que le natif de Belgrade a gagné 65 % des points suivant sa deuxième balle de service, Federer n'en a remporté que 44 %. Le Serbe a en outre eu plus de balles de break (15, dont 4 converties, soit 27 % de conversion) que Federer (3/7, soit 43 % de réussite) mais a donc un pourcentage de conversion inférieure au Suisse. Cette statistique est inhabituelle lors des rencontres entre les deux joueurs puisque généralement le Suisse pêche en matière de conversion de balles de break contre le Serbe, ce dernier étant généralement plus réaliste dans les moments décisifs (notamment lors des finales à l'US Open 2015 et à Wimbledon 2019). Aussi, une statistique surprenante est celle de la réussite au filet. Alors que le Suisse est spécialiste dans le domaine, il finit avec un taux de réussite inférieure à celui du Serbe : 44 points remportés au filet sur 67 montées pour Federer (soit 66 % réussite) contre 26/35 pour Djokovic (soit 74 % de réussite). Cela atteste les qualités de défense du Belgradois, auteur notamment de passing-shots dans des positions improbables. Concernant les fautes directes, le Suisse en a logiquement, eu égard à son jeu offensif, réalisé plus que le Serbe (75 contre 68). Federer a aussi commis deux fautes directes de plus (29 contre 27).
Il s'agit ainsi de la première fois que Djokovic s'impose contre Federer à Wimbledon. Il remporte donc pour la deuxième fois le tournoi londonien et s'adjuge un 7e titre en Grand Chelem, privant Federer d'un 18e titre, après lequel il court depuis son sacre à Wimbledon 2012. Le Serbe de 27 ans n'avait pour sa part plus gagné de titre de Grand Chelem depuis l'Open d'Australie 2013 et restait sur trois finales perdues dans cette catégories de tournois. Il retrouve à cette occasion la place de numéro 1 mondial qu'il avait perdu au profit de Rafael Nadal en octobre 2013. Quant à l'Helvète, il manque une réelle occasion de reprendre les rênes de son tournoi favori, un après son élimination dès le deuxième tour : "L'espace d’un instant, fugace, une larme coule discrètement sur la joue de Roger Federer. Il a longtemps cru à ce pied de nez magnifique. Douze mois après sa sortie en catimini au 2e tour face à Sergiy Stakhovsky, qui marquait pour bien des observateurs la fin d’une époque, le Suisse est passé près d’un retour fracassant au premier plan sur la scène de son premier exploit. Il lui aura manqué un set précisément pour retrouver le goût d’un triomphe majeur qui lui échappe alors depuis deux ans.".
Le Serbe remporte ainsi son premier match sur gazon contre le Suisse (pour une défaite, à Wimbledon 2012) égalise par ailleurs au niveau des confrontations contre le Suisse en Grand Chelem, à 6 partout (2/1 à Melbourne, 1/1 à Paris, 1/1 à Londres, 2/3 à New-York). Si le Suisse mène toujours au total, ce n'est que par une seule victoire d'avance : 18 à 17.

#### 36:Masters de Shanghai 2014
La dernière confrontation a lieu en demi-finale à Shanghai. À nouveau, ce match est décrit comme un des plus beaux de l'année 2014 en 2 sets gagnants. Federer y produit un jeu magnifique et ne laisse aucune chance à Djokovic. Il brise la série de victoires impressionnante du Serbe sur le territoire chinois (28 victoires de suite), victoire en 2 sets : 6-4, 6-4. 
Il remportera ensuite la finale contre Gilles Simon, remportant son 23e Masters 1000, son premier en Chine.

### 2015
L'année 2015 est capitale dans la rivalité entre les deux joueurs, principalement du fait que la saison 2015 de Novak Djokovic est l'une des plus grandes réalisée dans l'histoire du tennis. En Grand Chelem, le Serbe sera finaliste des quatre tournois, en remportant trois. En Masters 1000, il en remportera six sur neuf, sera finaliste dans deux autres (il n'y a donc qu'un seul tournoi de Masters 1000 dans lequel il n'a pas été finaliste en 2015). Il finira l'année en s'imposant au Masters, et terminera numéro 1 mondial, avec plus de 16000 points et 11 tournois gagnés. Quant à Federer, sa saison est honorable, il gagne 6 titres, perd en finale de deux Grand Chelem et du Masters de fin d'année. Il termine à la troisième place, Murray le devançant de quelques centaines de points.
Durant cette saison, les deux protagonistes se sont affrontés huit fois, avec cinq victoires pour Novak Djokovic et 3 victoires pour Roger Federer.

#### 37:Open de Dubaï 2015
Leur première confrontation a lieu à Dubaï, un an après la victoire de Federer en demi-finale. Ils se rencontrent cette fois-ci en finale. Dubaï étant une des surfaces les plus rapides du calendrier ATP, Federer peut y produire son plus beau jeu, il gagne donc cette finale sur le score sec de 6-3, 7-5 et empoche son septième titre dans ce tournoi.

#### 38:Masters d'Indian Wells 2015
La 38e confrontation entre les deux joueurs, la deuxième de l'année 2015, a lieu en finale à Indian Wells, un an après la victoire du Serbe sur le Suisse en finale. Durant cette rencontre, le Serbe produit un niveau de jeu très solide, remportant assez facilement le premier set et ayant un break d'avance dans le second, mais le Suisse revient et remporte le second set au tie-break. Dans le 3e set, le Suisse, épuisé, lâche le match petit à petit tandis que le Serbe retrouve sa constance. Score final : 6-3, 65-7, 6-2.
C'est le quatrième succès du Serbe en Californie, le 21e de sa carrière en Masters 1000. 

#### 39:Masters de Rome 2015
Les deux hommes se retrouvent ensuite en finale du Masters 1000 de Rome où le Serbe, beaucoup plus performant sur terre que le Suisse, remporte le match facilement en 2 sets : 6-4, 6-3.
Si le Suisse échoue pour la quatrième fois à remporter le titre qui lui fait défaut sur la terre battue romaine, le Serbe empoche pour la quatrième fois le Masters 1000 italien. Surtout, il gagne déjà là son cinquième titre de la saison (le quatrième en Masters 1000), alors que la saison n'est même pas à son milieu. Il remporte aussi son 24e Masters 1000 en carrière, doublant Federer qui reste à 23 titres. Seul Nadal est devant à ce moment-là avec 27 titres.

#### 40:Wimbledon 2015
Après un Roland-Garros décevant pour les deux hommes, les retrouvailles tant attendues à Wimbledon ont encore lieu en finale, après celle épique de 2014 (qui fut désignée plus beau match de Grand Chelem de l'année 2014). Cette rencontre de 2015, bien que d'un niveau moindre par rapport à celle de 2014, a toutefois été de bonne facture, et s'est déroulée en quatre sets et près de 3h de jeu. 
Si le Suisse, numéro 2 mondial, a été le premier à breaker dans le sixième jeu du premier set, afin de mener 4 à 2, le Serbe a tout de suite répliqué et débreaké, alors que le Suisse n'avait perdu sa mise en jeu qu'une seule fois lors des six premiers matches de la quinzaine. Bien qu'il concéda deux balles de set à 6-5 pour l'Helvète, Djokovic emmena Federer au tie-break. Le Suisse s'écroula alors puisqu'il concéda le jeu décisif 7-1, sur une double faute. Dans le deuxième set, Federer a pu relever la tête, malgré trois balles de break manquées. Il égalisa à une manche partout en gagnant cette fois-ci le tie-break (12 à 10), sauvant sept balles de deux sets à zéro pour Djokovic. Le tournant du match eut lieu au début du troisième set. Alors que le match semblait doucement tourner en sa faveur, le Suisse a perdu son service pour la deuxième fois du match dès le troisième jeu du troisième set. Et ce, quelques minutes après avoir manqué une balle de break. Beaucoup moins inspiré que face à Andy Murray en demi-finale et surtout muselé par le Serbe en fond de court, le Suisse a progressivement décliné, dominé sur ses secondes balles (36 % de réussite dans le quatrième set) et incapable de se procurer la moindre balle de break dans le dernier acte. Globalement, le Serbe fut ainsi un ton au-dessus du Suisse, pourtant revenu à un très bon niveau. En résulte une victoire logique de Djokovic 7-61, 610-7, 6-4, 6-3. 
Au vu des statistiques, le Suisse pourra cependant regretter d'avoir converti seulement 14 % de balles de break (1/7). Ce manque de réalisme de la part du Suisse s'avère une lacune récurrente du Bâlois dans ses confrontations avec le Belgradois. Il n'a toutefois pas pu se procurer une huitième occasion de break dans le quatrième et dernier set. Pour sa part, le Serbe en a converti 40 % (4/10). En comparaison, le Suisse avait concédé quatre balles de break pour une seule mise en jeu perdue lors de ses six premiers matches du tournoi. En 2014, déjà, Federer était arrivé en finale à Londres avec des statistiques similaires et hallucinantes (88 jeux de service gagnés sur 89). Il avait, déjà, subi la loi du relanceur serbe (4 breaks). Aussi, comme en finale de l'édition précédente, Federer a souffert d'un taux de réussite exceptionnellement bas après sa seconde balle : 49 % (23 remportés sur 47), alors que le Serbe en a gagné 60 % (30 sur 50), un total déjà assez faible pour le Serbe. En outre, en termes de pourcentage de premières balles passées, les deux joueurs sont quasiment au même niveau (66 % pour Djokovic, 67 % pour Federer) et les statistiques du match sont aussi équilibrées concernant les points gagnés sur premier service (74 % des deux côtés). Ces chiffres traduisent un service plus faible que d'habitude pour le Suisse ; en effet, sur la quinzaine, Federer culminait en moyenne à 85 % de points gagnés. Aussi, si le Suisse, plus offensif, a logiquement réalisé plus de coups gagnants (58), mais aussi 35 fautes directes, soit plus du double que son adversaire (16). Ce nombre de fautes directes s'explique par la stratégie très offensive du Bâlois, qui est ainsi monté au filet 58 fois (pour 72 % de réussite finalement) contre seulement 34 pour le Djoker. Au total du nombre de points gagnés, le Serbe a gagné 148 points sur 286 (52 %), contre 138 pour le Suisse, soit dix de plus sur l'ensemble du match.
Si Federer, toujours en quête d'un titre en Grand Chelem depuis Wimbledon 2012, échoue par conséquent à décrocher un 18e titre majeur et un 8e Wimbledon, Djokovic gagne une troisième couronne londonienne (comme son coach Boris Becker) et un 9e titre en Grand Chelem, son deuxième de l'année.
Concernant leur face à face, ce match sonne un tournant, puisque c'est la quatrième fois que Djokovic inflige une série de trois défaites consécutives à Federer, et, surtout, le Serbe revient pour la première fois à égalité : 20 partout.
Aussi, Djokovic prend pour la première fois l'avantage dans leurs confrontations en Grand Chelem : 7 à 6 (2/1 à Melbourne, 1/1 à Paris, 2/1 à Londres, 2/3 à New-York). Il mène désormais deux à un dans leurs confrontations sur gazon, toutes à Wimbledon.

#### 41:Masters de Cincinnati 2015
Ils se retrouvent pour la troisième fois en finale du Masters 1000 de Cincinnati (après 2009 et 2012) et c'est le Suisse qui s'impose en 2 sets : 7-61, 6-3. 
Il s'agit du 24e Masters 1000 gagné par le Suisse, le 7e dans l'Ohio. Le Serbe lui, malgré son année tonitruante, ne parvient toujours pas à empocher ce tournoi, le dernier Masters 1000 lui faisant défaut.
Le Suisse reprend aussi l'avantage dans leur face à face : 21-20.

#### 42:US Open 2015
Pour la deuxième fois, après 2007, ils se retrouvent en finale à l'US Open. Auteur d'un très bon tournoi, Federer s'incline pour la deuxième fois de suite en finale de Grand Chelem face à Djokovic, plus que jamais numéro un mondial. Le Serbe s'impose en 3h21 et 4 sets : 6-4, 5-7, 6-4, 6-4.
Concernant le contenu du match, "à défaut d'être sensiblement supérieur à son adversaire, Djokovic l'a surclassé sur les points importants [...]  Novak a pourtant été parfois mis dans les cordes, mais s'il a souvent plié, il n'a pas rompu.". Par exemple, lors du troisième set, à un set partout, 4-3 en faveur de Federer, le Serbe a sauvé deux balles de break, puis breaké dans la foulée avant de l'emporter 6-4. Il a par la suite signé un autre break pour prendre les devants dans le quatrième. Un 5-0 fatal. Ceci étant, Federer n'a pas démérité car même avec un double break de handicap dans le quatrième set, il a été tout proche de recoller mais, là encore, le dernier jeu du match a résumé toute la rencontre. Servant pour la deuxième fois pour le titre (à 5-4), Djokovic a écarté trois dernières balles de break, avant de conclure dès sa première balle de match. Cette différence de réalisme entre les deux joueurs aura symbolisé le match.
Si le score paraît donc relativement serein pour Djokovic, le Bâlois peut à nouveau nourrir énormément de regrets puisqu'il a remporté quasiment autant de points que son adversaire sur l'ensemble du match (145 contre 147) et, surtout, a affiché un niveau indigent de conversion de balles de break (17 % à 4/23 alors que le natif de Belgrade en a converti 6/13, soit 46 %). Cela confirme l'impression dégagée au cours des années que les moments décisifs dans les matchs entre les deux joueurs sont souvent mieux gérés par le Serbe, le Suisse manquant trop d'opportunités, ce qui s’avére fatal. Même lors du deuxième set, le seul qu'il a remporté, Federer a eu besoin de neuf balles de break pour, enfin, concrétiser sa domination et recoller au score. Aussi, comme lors des finales de Wimbledon 2014 et Wimbledon 2015, le Suisse a moins de 50 % de réussite de points gagnés après sa deuxième balle de service (23/50, soit 46 %), alors que le Serbe émarge à 54 % (32/59) dans ce domaine.
Djokovic gagne ainsi son 10e titre en Grand Chelem et il semble que le rapport de force mental soit désormais en sa faveur, à la suite de ces deux finales de Grand Chelem gagnées consécutivement. La force mentale du Serbe est d'autant plus à souligner que la quasi intégralité du public était en faveur de Federer. "Presque en délire, la foule avait des allures de Coupe Davis, plus que de finale de Grand Chelem. Jamais le public n'avait pris à ce point parti pour un joueur dans une finale majeure n'impliquant pas un joueur local".
Le Serbe mène en conséquence 8 à 6 dans leurs confrontations en Grand Chelem (2/1 à Melbourne, 1/1 à Paris, 2/1 à Londres, 3/3 à New-York). Il est sur une série de trois victoires en Grand Chelem (Wimbledon 2014, Wimbledon 2015, US Open 2015) face au Suisse, ce dernier n'ayant plus gagné dans les tournois majeurs depuis Wimbledon 2012 (demi-finale). De surcroît, Djokovic mène désormais 3 à 1 contre Federer en finale de Grand Chelem, ayant gagné les trois dernières. Cette domination a pu faire dire qu' "en Djokovic, Federer a trouvé son Federer" car il est à ce moment assez indéniable que "le Suisse bute sur un champion d'exception qui, sans le dominer outrageusement, le dépasse aujourd'hui d'une courte tête. Federer endosse à présent un rôle peu enviable, dans lequel il a si longtemps cantonné certains de ses rivaux".
21 partout au total dans leurs confrontations.

#### 43:ATP World Tour Finals 2015(phase de poules)
Pour la septième fois de la saison, ils se rencontrent en phase de poules à l'ATP World Tour Finals. Cette fois-ci, c'est Federer qui s'impose en 2 sets : 7-5, 6-2 et met ainsi fin à une série de 38 victoires consécutives en salle de Djokovic.
Il reprend aussi les devants dans leur face à face, 22 à 21. Pour une courte durée.

#### 44:ATP World Tour Finals 2015(finale)
La huitième et dernière rencontre entre les deux hommes en 2015 a lieu quelques jours plus tard, en finale de l'ATP World Tour Finals. Djokovic prend sa revanche en 2 sets : 6-3, 6-4. Il s'adjuge son quatrième Masters à la suite, record en la matière, et confirme sa domination absolue sur le circuit en cette saison 2015. Il remporte aussi 5 des 8 duels de l'année 2015 contre Federer et revient à égalité dans leur face à face : 22 partout.

### 2016
La saison 2016 est chaotique pour Roger Federer, qui ne gagne pas un seul tournoi, une première depuis l'année 2000. Il termine blessé et à la 16e place mondiale, son pire classement de fin de saison depuis 2000 (29e). Les hypothèses concernant sa fin de carrière se font alors de nouveau fréquentes.
Novak Djokovic, quant à lui, continue sur la même lancée qu'en 2015 puisqu'il gagne l'Open d'Australie 2016 et Roland-Garros 2016, ce qui constitue son premier succès sur la terre battue française. Il réalise grâce à ce succès un Grand Chelem sur deux ans (de Wimbledon 2015 à Roland-Garros 2016), performance rare et qu'il avait été proche de réaliser en 2011-2012. Cependant, malgré ses onzième et douzième titres en Grand Chelem, sa deuxième partie de saison est moins brillante et il se fait déposséder de sa place de numéro 1 par le Britannique Andy Murray, qui termine au sommet du classement ATP pour la première fois de sa carrière. Tant le Serbe que l’Écossais connaîtront néanmoins une saison 2017 chaotique.
Djokovic et Federer ne se rencontreront qu'à une seule reprise en 2016, et pas du tout en 2017.

#### 45:Open d'Australie 2016
Pour leur quarante-cinquième duel, le quinzième en Grand Chelem, ils se rencontrent pour la troisième fois en demi-finale de l'Open d'Australie après celles de 2008 et 2011. Djokovic l'emporte une nouvelle fois, cette fois en quatre sets 6-1, 6-2, 3-6, 6-3. Il mène désormais 3 victoires (2008, 2011, 2016) à 1 (2007) dans le Grand Chelem australien contre le Suisse.
Il remportera deux jours plus tard son 11e trophée en Grand Chelem contre Murray, en trois sets.
C'est ainsi une grande première ; en 45 confrontations, c'est la première fois que le Serbe domine dans le face-à-face (23 à 22).
Il mène notamment 9 à 6 en Grand Chelem (3/1 à l'Open d'Australie, 1/1 à Roland-Garros, 2/1 à Wimbledon, 3/3 à l'US Open), s'étant imposé lors des quatre dernières rencontres en Grand Chelem entre les deux hommes (finale de Wimbledon 2014, finale de Wimbledon 2015, finale de l'US Open 2015, demi-finale de l'Open d'Australie 2016).

### 2018
Alors qu'ils ne se sont pas rencontrés en 2017, du fait notamment de la méforme de Djokovic (12e en fin de saison 2017), les joueurs se retrouvent en 2018, alors que Federer est revenu en forme depuis sa blessure fin 2016 et que Djokovic retrouve petit à petit son niveau au milieu de la saison 2018.
Il se rencontreront deux fois, pour deux victoires du Serbe. Celui-ci terminera l'année à la première place mondiale, pour la cinquième fois, avec deux titres du Grand Chelem remportés. Federer finira troisième avec une victoire à l'Open d'Australie. Djokovic finira par ailleurs 2018 avec deux titres en Masters 1000, Federer échouant pour sa part deux fois en finale.

#### 46:Masters de Cincinnati 2018
Ils se retrouvent en finale du Masters de Cincinnati, 31 mois après leur dernière rencontre. Djokovic l'emporte en deux sets 6-4, 6-4, remportant pour la première fois ce tournoi. 
Il accomplit ainsi une Career Golden Masters devenant le seul joueur de l'histoire du tennis à avoir remporté les neuf Masters 1000 au moins une fois. Il compte désormais 31 titres en Masters 1000, Federer restant bloqué à 27.

#### 47:Masters de Paris Bercy 2018
Leur deuxième rencontre de l'année en demi finale du Masters 1000 de Paris Bercy est le théâtre d'un match de titans longtemps indécis remporté par Djokovic 7-66, 5-7, 7-63, au bout de 3 heures de jeu. Le Serbe poursuit ainsi sur une lancée de 22 matches consécutifs remportés. Le Serbe aura été plus constant lors de ce  match malgré le très bon niveau de jeu retrouvé par Federer durant ce Masters 1000 et après son neuvième titre à Bâle. L'on note que le Suisse, parfois si peu réaliste en matière de balles de break contre le Serbe, a cette fois converti 50 % de ses balles de break (1/2) et surtout sauvé 100 % de celles concédées (12 sur 12), Novak n'ayant donc pas breaké une seule fois du match. Cette rencontre demeure en tout cas comme l'une des plus belles entre les deux joueurs, et l'une des plus belles de 2018. Djokovic mène alors 25-22 contre Federer, et 8-2 sur leurs dix dernières rencontres, preuve du basculement du rapport de force entre les deux joueurs.
Bien qu'il perde en finale à Paris contre Karen Khachanov, Djokovic reprend la place de n°1 mondial à l'issue du tournoi, et ne la lâchera plus jusqu'à la fin de l'année. Il termine la saison n°1 pour la première fois depuis 2015.

### 2019
Deux affrontements opposent les deux hommes en 2019, pour une victoire chacun. 26-23 à la fin de l'année 2019 au bilan global de leurs confrontations.
Le début d'année 2019 est plutôt positif pour les deux, puisque Novak Djokovic gagne l'Open d'Australie et conforte sa place de numéro 1 mondial retrouvée en 2018 tandis que Roger Federer retrouve en cours de saison la place de troisième mondial perdue en Australie, à la suite de sa défaite en huitièmes de finale puis remporte trois tournois (Dubaï, Miami, Halle), s'adjugeant ses 100e, 101e et 102e titres en carrière. Tous deux s'inclinent en demi-finale de Roland Garros avant de se retrouver en finale de Wimbledon, pour l'un des plus grands matchs de l'histoire du tennis, surement le plus impressionnant de leur longue rivalité, finalement gagné par Djokovic, plus fort mentalement (bien que dominé sur l'ensemble du match, ayant concédé deux balles de match) et s'adjugeant ainsi son deuxième titre de Grand Chelem de l'année. Après une tournée américaine décevante pour les deux, Federer remporte le tournoi de Bâle pour la dixième fois de sa carrière (son 102e titre au total) et Djokovic remporte son 34e Masters 1000 à Paris. Les deux hommes se retrouvent au Masters de fin d'année, en poules. Le Suisse s'impose en deux sets, éliminant Djokovic, et prive le Serbe de la première place mondiale, occupée par Rafael Nadal en fin d'année 2019. Les trois joueurs phares du tennis mondial ont alors chacun occupé le rang de numéro 1 mondial de fin d'année à cinq reprises.

#### 48:Wimbledon 2019
La première rencontre entre les deux joueurs en 2019 a lieu en finale du tournoi de Wimbledon 2019. Il s'agit d'un des plus impressionnants matchs joués entre les deux, et l'un des plus mémorables de l'histoire de Wimbledon, voire du tennis, compte tenu de sa portée historique et son déroulement. Il s'agit notamment de la finale de Grand Chelem mettant face à face un joueur à 20 titres en Grand Chelem contre un à 15, c'est-à-dire 35 au total, ce qui constitue un record.
Le Serbe, numéro 1 mondial et tenant du titre, retrouve le Suisse, numéro 3 mondial (mais tête de série n°2) et recordman de titres dans ce tournoi, pour la troisième fois en finale du tournoi du Grand Chelem londonien après avoir remporté leurs confrontations en 2014 et 2015. Le Suisse arrive en confiance après avoir battu son rival Rafael Nadal en demi-finale en quatre sets et avoir remporté le tournoi de Halle quelques semaines plus tôt. 
Le match, très équilibré, débute par un premier set remporté au tie-break par Djokovic. Puis le Suisse domine largement les débats dans le second set, l'emportant six jeux à un en breakant notamment trois fois son adversaire dans cette manche. Le Serbe empoche ensuite la troisième manche, à nouveau au tie-break, contre le cours du jeu puisque Federer, plus entreprenant, avait eu une balle de set au préalable. L'on note que Djokovic ne s'est procuré aucune balle de break dans les trois premières manches, fait rarissime, ce qui ne l'a pas empêché de mener 2 sets à 1. Sa première balle de break est intervenue après 2h47 de jeu, dans le quatrième set. Néanmoins, le Suisse domine cette quatrième manche, breakant deux fois, et égalise donc à deux sets partout (6-4 dans ce quatrième set).  Dans une atmosphère extrêmement tendue, les deux joueurs font alors jeu égal au cinquième set. Si le Serbe breake en premier à 3-2, le Suisse débreake dans la foulée. Aucune occasion de break n'est à souligner jusqu'à 7-7 sur le service du Serbe, que Federer empoche, avant de servir pour le match. Alors qu'il mène 40-15 sur son service, avec donc deux balles de match, le Suisse commet une faute directe en coup droit puis se fait piéger par le passing du Serbe qui finit par recoller à 8 partout. Malgré deux nouvelles balles de break pour le Suisse à 11 partout, le sort du match est décidé au tie-break du cinquième set, à 12 partout, nouveauté réglementaire du tournoi londonien en 2019. À nouveau, le Serbe domine le tie-break et empoche son 16e titre du Grand chelem, son cinquième sur le gazon britannique, à la suite d'« un des dénouements les plus haletants de l'histoire du tennis ». Cette rencontre résume parfaitement la rivalité entre les deux joueurs, notamment sur deux points. Premièrement, elle a confirmé l'écart de popularité entre le Suisse et le Serbe, le public du Center Court ayant été largement en faveur du premier tout au long du match, la conclusion de ce match laissant de nombreux supporters inconsolables, ce qui n'a évidemment pas échappé au sarcastique Djokovic : "Si l'on devait faire un sondage sur les matches de l'histoire que les fans voudraient faire rejouer, il y a fort à parier que celui-ci arriverait en tête. Une finale extraordinaire qui pourrait résumer à elle seule le sel de la rivalité entre Roger Federer et Novak Djokovic. L'adoration des foules envers le Suisse, soutenu par le public du Centre Court comme seul sans doute Andy Murray l'avait été lors de sa première victoire en 2013, face à ce même Djokovic. La résilience du Serbe, qui s'est servi de ce désamour à son égard pour en puiser une force extraordinaire, symbolisée par son inoubliable regard narquois une fois son forfait accompli". Deuxièmement, elle témoigne de la différence de style des deux joueurs, entre technique pure et mental d'acier : "Tennistiquement, c'est aussi une parfaite synthèse du rapport de force entre les deux légendes. Federer est sans doute, intrinsèquement, un meilleur joueur de tennis. Mais Djokovic est plus fort que lui mentalement. Cette finale, Federer la survole en effet dans à peu près tous les compartiments statistiques : il remporte 14 points de plus, frappe 40 coups gagnants de plus, réussit deux breaks de plus, beaucoup plus d'aces, commet moins de doubles fautes, et l'on en passe. Mais c'est Djokovic qui gagne tous les points qui comptent double.". Cette impression que le meilleur a perdu la partie est confirmé par Boris Becker, ancien entraîneur du joueur serbe, qui déclarera "Roger l'a souvent dominé. Il était le meilleur joueur. Mais il a perdu ce match", opinion partagée par Stefan Edberg, pour sa part ex coach du Suisse : "Je pense qu'il était le meilleur des deux joueurs sur ce match, juge-t-il. Il avait toutes les cartes en main avec ces deux balles de match. 40/15. C'était difficile de penser qu'il puisse perdre à ce moment-là.
Il s'agit en conséquence d'une des plus grandes désillusions du Suisse. Il manque l'occasion de gagner un 21e titre du Grand Chelem, un 9e Wimbledon, et voit s'éloigner la possibilité de première place mondiale en fin d'année. Cet échec rappelle ses défaites en 2008 en finale sur le gazon londonien contre Rafael Nadal  (9-7 pour le Majorquin au dernier set) ou encore en finale de l'Open d'Australie 2009. C'est la première fois que le Suisse perd une finale de Grand Chelem en ayant eu deux balles de match (le dernier finaliste de Grand Chelem à s'être incliné après avoir eu au moins une balle de match en finale est Guillermo Coria contre Gastón Gaudio en finale de Roland-Garros 2004), et il est à souligner que Federer avait déjà perdu en quarts de finale l'année précédente en cinq sets contre le Sud-Africain Kevin Anderson en ayant manqué une balle de match. Cette défaite contre Djokovic est d'autant plus frustrante pour le Suisse qu'il domine quasiment tous les domaines sur le plan statistique (218 points gagnés contre 204 au total, 7/13 breaks réussis contre 3/8, 94 coups gagnants contre 54, meilleur pourcentage de points gagnés sur premier service, deuxième service, et même en retour de service, pourtant le point fort du Serbe). 
Cette finale de Wimbledon 2019 constitue à n'en pas douter l'un des plus intenses matchs de l'histoire et devient la plus longue finale de l'histoire du tournoi londonien en termes de durée (4h57) devant la finale de 2008, donc, et la finale de 2009, gagnée par Federer contre Andy Roddick 16-14 au cinquième set. C'est aussi la première fois qu'un vainqueur de Grand Chelem remporte ses trois sets au tie-break en finale. Est aussi à souligner que la nouveauté mise en place par les directeurs du tournoi londonien, c'est-à-dire le tie-break à 12-12 au cinquième set, a été l'objet de critiques du fait du terme si brutal que ce jeu décisif impose à un match d'une telle dramaturgie : "Les tauliers du All England Club, habituels Cerbères de la grande tradition, avaient-ils conscience des conséquences que leur décision allait avoir ? Avaient-ils imaginé le crève-cœur que ce serait de voir s'achever si brutalement, comme amputée de sa "cherry on the cake", une finale aussi fantastique ? Surtout, l'issue de cette finale aurait-elle été différente dans un format classique ?".
À l'échelle de la rivalité Federer/Djokovic, c'est la troisième fois que le Serbe l'emporte après avoir eu deux balles de match contre lui (après l'US Open 2010 et l'US Open 2011, où il sauva à chaque fois deux balles de match au cinquième set en demi-finale avant de s'imposer). Après cette victoire sur l'herbe londonienne, le bilan entre les deux hommes est de 26 victoires à 22 pour le Serbe, dont 10 victoires à 6 en Grand Chelem (3/1 à Melbourne, 1/1 à Paris, 3/1 à Londres, 3/3 à New-York), 4 à 1 en finales de Grand Chelem (3/0 à Wimbledon, 1 partout à l'US Open), 4 à 0 dans les matchs en cinq sets entre les deux hommes (2/0 à Wimbledon, 2/0 à l'US Open). Sur le gazon londonien, le Serbe mène 3 à 1, la seule victoire de Federer contre son rival à Wimbledon datant de 2012 en demi-finales. Aussi, le Serbe signe son 5e succès de suite contre le Suisse, plus grande série de victoires d'affilée d'un des deux hommes dans leur face à face. Il a remporté ses cinq derniers matchs contre le Suisse en Grand Chelem (Wimbledon 2014, Wimbledon 2015, US Open 2015, Open d'Australie 2016, Wimbledon 2019), ce dernier n'ayant plus gagné depuis 2012 contre le Serbe en tournoi majeur.

#### 49:ATP World Tour Finals 2019
Ce match de groupe est décisif puisqu'après avoir tous deux perdu contre Dominic Thiem, les deux hommes se disputent la deuxième place qualificative en demi-finales. C'est leur première rencontre depuis leur finale épique à Wimbledon, où Federer a manqué deux balles de titre. Alors que le Suisse restait sur cinq défaites consécutives face au Serbe (dernière victoire de Federer en 2015, au Masters), il s'impose 6-4, 6-3, en livrant un match de grande qualité, face à un Djokovic trop vite résigné. Le Suisse a été impérial au service, réalisant 11 aces, ne concédant que 11 points sur sa mise en jeu et qu'une seule balle de break contre lui (sauvée). À l'opposé, le Serbe ne remporte que 56 % de points derrière sa première balle (80 % pour Federer) et 43 % derrière sa seconde (69 % pour Federer), alors que les deux joueurs affichent quasiment le même taux de premiers services réussis (74 % pour Djokovic, 73 % pour Federer). Djokovic n'a ainsi gagné que 19% des points joués sur le premier service de Federer, ce qui est particulièrement bas pour un relanceur de cette qualité. Très précis, le Bâlois n'a par ailleurs commis que cinq fautes directes. La domination de l'homme aux vingt titres du Grand Chelem est donc outrageuse et, sur l'ensemble du match, Federer gagne 60 % des points joués (67/111).
Par ailleurs, en plus de se qualifier pour sa seizième demi-finale aux Masters, Federer prive Djokovic de la place de numéro un mondial, que ce dernier convoitait à Nadal, assuré pour sa part de terminer la saison 2019 en tête du classement ATP. Les trois joueurs phares du tennis mondial ont alors chacun occupé le rang de numéro 1 mondial de fin d'année à cinq reprises.
En termes de confrontations, Federer revient à 23 victoires contre 26 pour Djokovic, dont trois matchs partout aux Masters de fin d'année.

### 2020
Pour leur cinquantième confrontation, Djokovic prend le dessus sur Federer en demi-finale de l'Open d'Australie (7-6, 6-4, 6-3).

#### 50:Open d'Australie 2020
Le premier et dernier affrontement entre les deux joueurs en 2020 se déroule lors du premier tournoi individuel disputé par les deux joueurs : à l'Open d'Australie. La confrontation a lieu en demi-finale, alors que le Serbe et l'Helvète arrivent dans des conditions bien différentes. En effet, Djokovic, après avoir gagné l'ATP Cup en début de saison, a aisément disposé de ses adversaires lors de ses cinq matchs à Melbourne, ne laissant qu'un set en route contre l'Allemand Jan-Lennard Struff au premier tour. Federer, de son côté, dispute les premiers matchs de sa saison à Melbourne et a laborieusement atteint les demi-finales, battant l'Australien John Millman au super tie-break du cinquième set lors du troisième tour (en passant à deux points de la défaite, ayant été mené 8 à 4 dans ce super tie-break décisif), perdant un set contre l'Hongrois Márton Fucsovics en huitième de finale et, surtout, sauvant sept balles de matchs contre l'Américain Tennys Sandgren en quart de finale. Il devient en conséquence le quatrième joueur de plus de 38 ans à se qualifier en demi-finale de Grand Chelem, se qualifiant par ailleurs pour sa 46e demi-finale de sa carrière en Grand Chelem, la 15e à l'Open d'Australie (record pour un tournoi du Grand Chelem).
Ainsi, même si la dernière opposition entre les deux joueurs avait été dominée par le Suisse (au Masters en novembre 2019), le Serbe part favori de cette demi-finale. De surcroît, le Bâlois est diminué physiquement, à tel point que sa participation à la rencontre est demeurée incertaine jusqu'au dernier moment. Cependant, le début de match est à l'avantage de Federer, ce dernier ayant trois balles de double break pour mener 5 à 1, et servant pour remporter le premier set à 5-3. Djokovic débreake toutefois et la manche se clôt au tie-break, que le Serbe remporte 7 points à 1. Il est à ce titre intéressant de noter qu'à ce moment là, les six derniers tie-break disputés entre les deux ont été gagnés par Djokovic, ce qui témoigne de l'emprise mentale évidente de ce dernier sur Federer. Surtout, les six dernières manches empochées par le Serbe contre le Bâlois à cet instant précis (deux au Masters de Paris en 2018, trois à Wimbledon en 2019, et celle-ci à l'Open d'Australie) l'ont été au jeu décisif (cinq fois 7/6 et une fois 13/12 à Wimbledon), ainsi, sur les 11 derniers sets entre les deux joueurs, Federer a toujours gagné au moins six jeux. Cette première manche sera finalement la seule disputée du match, les deux autres sets étant remportés 6/4 et 6/3 par Djokovic, pour une victoire en trois sets, en 2h18. Le faible pourcentage de premier service réussis (65 %) du Suisse lui aura été préjudiciable, malgré un plus grand nombre de coups gagnants sur l'ensemble du match (46 contre 31). L'Helvète avouera après ce match qu'il était incertain sur le fait de pouvoir tenir sa place, mais qu'il souhaitait tout de même tenter sa chance, aussi infime soit-elle : "Si je suis rentré sur le court, c'est que je pensais qu'il y avait quelque chose à faire. Je me donnais 3 % de chances de gagner, mais tu tentes le coup, on ne sait jamais". À ce sujet, Djokovic acquiescera sur l'état ammoindri de son opposant ("Je voulais essayer de me concentrer sur moi et ne pas m'occuper de savoir comment il se sentait, comment il bougeait, mais c'est plus facile à dire qu'à faire. C'était visible qu'il était diminué. Et j'étais un peu tendu au début. Mais gagner le premier set a été crucial."), tout en déclarant son admiration pour son adversaire qui n'a jamais abandonné en 1513 matchs professionnels en carrière : "Respect, c'est tout ce que je peux dire. J'ai eu des abandons dans ma carrière. Je sais tout ce qu'il vous passe par la tête quand vous jouez en étant blessé. C'est difficile de comparer les blessures, mais c'est quand même incroyable qu'il n'ait pas abandonné une seule fois dans toute sa carrière. Vraiment un énorme respect pour ça".
Le Serbe se qualifie ainsi pour sa 26e finale de Grand Chelem, sa huitième à l'Open d'Australie. Il s'imposera en cinq manches contre l'Autrichien Dominic Thiem, pour remporter son 8e titre à Melbourne, son 17e tournoi du Grand Chelem.
Concernant leurs confrontations, Djokovic mène 27 à 23, dont 11 victoires à 6 en Grand Chelem (4/1 à Melbourne, 1/1 à Paris, 3/1 à Londres, 3/3 à New-York). En outre, dans ces tournois, le Serbe signe son 6e succès de suite contre le Suisse (Wimbledon 2014, Wimbledon 2015, US Open 2015, Open d'Australie 2016, Wimbledon 2019, Open d'Australie 2020), ce dernier n'ayant plus gagné depuis 2012 contre le Serbe en tournoi majeur (demi-finale de Wimbledon).

## Records de la rivalité Djokovic / Federer
- Durant l'ère Open, c'est la paire qui s'est rencontrée le plus souvent sur surface dure, soit 38 fois.
- Durant l'ère Open, c'est la paire qui s'est rencontrée le plus souvent en demi-finales de Grand Chelem, soit 11 fois.
- Durant l'ère Open, c'est la paire qui s'est rencontrée le plus de fois (6 fois) à l'US Open.
- Durant l'ère Open, c'est la seule paire qui s'est rencontrée cinq fois de suite dans un même tournoi du Grand Chelem (US Open).

## Période de domination Djokovic / Federer dans les principales compétitions
| A.   | Open d'Australie                  | Roland-Garros                      | Wimbledon                        | US Open                              | Masters                                 | Jeux olympiques                   | Coupe Davis                | Classement ATP                 |
| ---- | --------------------------------- | ---------------------------------- | -------------------------------- | ------------------------------------ | --------------------------------------- | --------------------------------- | -------------------------- | ------------------------------ |
| 2003 | Andre Agassi Rainer Schüttler     | Juan Carlos Ferrero Martin Verkerk | Roger Federer Mark Philippoussis | Andy Roddick Juan Carlos Ferrero     | Roger Federer Andre Agassi              | -                                 | Australie Espagne          | Andy Roddick Roger Federer     |
| 2004 | Roger Federer Marat Safin         | Gastón Gaudio Guillermo Coria      | Roger Federer Andy Roddick       | Roger Federer Lleyton Hewitt         | Roger Federer Lleyton Hewitt            | Nicolás Massú Mardy Fish          | Espagne États-Unis         | Roger Federer Andy Roddick     |
| 2005 | Marat Safin Lleyton Hewitt        | Rafael Nadal Mariano Puerta        | Roger Federer Andy Roddick       | Roger Federer Andre Agassi           | David Nalbandian Roger Federer          | -                                 | Croatie Slovaquie          | Roger Federer Rafael Nadal     |
| 2006 | Roger Federer Márcos Baghdatís    | Rafael Nadal Roger Federer         | Roger Federer Rafael Nadal       | Roger Federer Andy Roddick           | Roger Federer James Blake               | -                                 | Russie Argentine           | Roger Federer Rafael Nadal     |
| 2007 | Roger Federer Fernando González   | Rafael Nadal Roger Federer         | Roger Federer Rafael Nadal       | Roger Federer Novak Djokovic         | Roger Federer David Ferrer              | -                                 | États-Unis Russie          | Roger Federer Rafael Nadal     |
| 2008 | Novak Djokovic Jo-Wilfried Tsonga | Rafael Nadal Roger Federer         | Rafael Nadal Roger Federer       | Roger Federer Andy Murray            | Novak Djokovic Nikolay Davydenko        | Rafael Nadal Fernando González    | Espagne Argentine          | Rafael Nadal Roger Federer     |
| 2009 | Rafael Nadal Roger Federer        | Roger Federer Robin Söderling      | Roger Federer Andy Roddick       | Juan M. del Potro Roger Federer      | Nikolay Davydenko Juan Martín del Potro | -                                 | Espagne République tchèque | Roger Federer Rafael Nadal     |
| 2010 | Roger Federer Andy Murray         | Rafael Nadal Robin Söderling       | Rafael Nadal Tomáš Berdych       | Rafael Nadal Novak Djokovic          | Roger Federer Rafael Nadal              | -                                 | Serbie France              | Rafael Nadal Roger Federer     |
| 2011 | Novak Djokovic Andy Murray        | Rafael Nadal Roger Federer         | Novak Djokovic Rafael Nadal      | Novak Djokovic Rafael Nadal          | Roger Federer Jo-Wilfried Tsonga        | -                                 | Espagne Argentine          | Novak Djokovic Rafael Nadal    |
| 2012 | Novak Djokovic Rafael Nadal       | Rafael Nadal Novak Djokovic        | Roger Federer Andy Murray        | Andy Murray Novak Djokovic           | Novak Djokovic Roger Federer            | Andy Murray Roger Federer         | République tchèque Espagne | Novak Djokovic Roger Federer   |
| 2013 | Novak Djokovic Andy Murray        | Rafael Nadal David Ferrer          | Andy Murray Novak Djokovic       | Rafael Nadal Novak Djokovic          | Novak Djokovic Rafael Nadal             | -                                 | République tchèque Serbie  | Rafael Nadal Novak Djokovic    |
| 2014 | Stanislas Wawrinka Rafael Nadal   | Rafael Nadal Novak Djokovic        | Novak Djokovic Roger Federer     | Marin Čilić Kei Nishikori            | Novak Djokovic Roger Federer            | -                                 | Suisse France              | Novak Djokovic Roger Federer   |
| 2015 | Novak Djokovic Andy Murray        | Stanislas Wawrinka Novak Djokovic  | Novak Djokovic Roger Federer     | Novak Djokovic Roger Federer         | Novak Djokovic Roger Federer            | -                                 | Grande-Bretagne Belgique   | Novak Djokovic Andy Murray     |
| 2016 | Novak Djokovic Andy Murray        | Novak Djokovic Andy Murray         | Andy Murray Milos Raonic         | Stanislas Wawrinka Novak Djokovic    | Andy Murray Novak Djokovic              | Andy Murray Juan Martín del Potro | Argentine Croatie          | Andy Murray Novak Djokovic     |
| 2017 | Roger Federer Rafael Nadal        | Rafael Nadal Stanislas Wawrinka    | Roger Federer Marin Čilić        | Rafael Nadal Kevin Anderson          | Grigor Dimitrov David Goffin            | -                                 | France Belgique            | Rafael Nadal Roger Federer     |
| 2018 | Roger Federer Marin Čilić         | Rafael Nadal Dominic Thiem         | Novak Djokovic Kevin Anderson    | Novak Djokovic Juan Martín del Potro | Alexander Zverev Novak Djokovic         | -                                 | Croatie France             | Novak Djokovic Rafael Nadal    |
| 2019 | Novak Djokovic Rafael Nadal       | Rafael Nadal Dominic Thiem         | Novak Djokovic Roger Federer     | Rafael Nadal Daniil Medvedev         | Stéfanos Tsitsipás Dominic Thiem        | -                                 | Espagne Canada             | Rafael Nadal Novak Djokovic    |
| 2020 | Novak Djokovic Dominic Thiem      | Rafael Nadal Novak Djokovic        | N/O                              | Dominic Thiem Alexander Zverev       | Daniil Medvedev Dominic Thiem           | -                                 | -                          | Novak Djokovic Rafael Nadal    |
| 2021 | Novak Djokovic Daniil Medvedev    | Novak Djokovic Stéfanos Tsitsipás  | Novak Djokovic Matteo Berrettini | Daniil Medvedev Novak Djokovic       | Alexander Zverev Daniil Medvedev        | Alexander Zverev Karen Khachanov  | Russie Croatie             | Novak Djokovic Daniil Medvedev |
| 2022 | Rafael Nadal Daniil Medvedev      | Rafael Nadal Casper Ruud           | Novak Djokovic Nick Kyrgios      | Carlos Alcaraz Casper Ruud           | Novak Djokovic Casper Ruud              | -                                 | Canada Australie           | Carlos Alcaraz Rafael Nadal    |
| 2023 | Novak Djokovic Stéfanos Tsitsipás | Novak Djokovic Casper Ruud         | Carlos Alcaraz Novak Djokovic    | Novak Djokovic Daniil Medvedev       | Novak Djokovic Jannik Sinner            | -                                 | Italie Australie           | Novak Djokovic Carlos Alcaraz  |
| 2024 | Jannik Sinner Daniil Medvedev     | Carlos Alcaraz Alexander Zverev    | Carlos Alcaraz Novak Djokovic    | Jannik Sinner Taylor Fritz           | Jannik Sinner Taylor Fritz              | Novak Djokovic Carlos Alcaraz     | Italie Pays-Bas            | Jannik Sinner Alexander Zverev |